# ماسیمو لوویزو
ماسیمو لوویزو (انگلیسی: Massimo Loviso؛ زادهٔ ۹ آوریل ۱۹۸۴) بازیکن فوتبال اهل ایتالیا است.
از باشگاه‌هایی که در آن بازی کرده‌است می‌توان به باشگاه فوتبال آسکولی، باشگاه فوتبال آلساندریا، باشگاه فوتبال تورینو، باشگاه فوتبال لچه، باشگاه فوتبال پارما، باشگاه فوتبال کرمونزه، باشگاه فوتبال بولونیا، باشگاه فوتبال کروتونه، و باشگاه فوتبال لیورنو اشاره کرد.
وی همچنین در تیم‌های ملی فوتبال زیر ۲۰ سال ایتالیا و زیر ۲۱ سال ایتالیا بازی کرده‌است.